# 아쿠아 테풀라

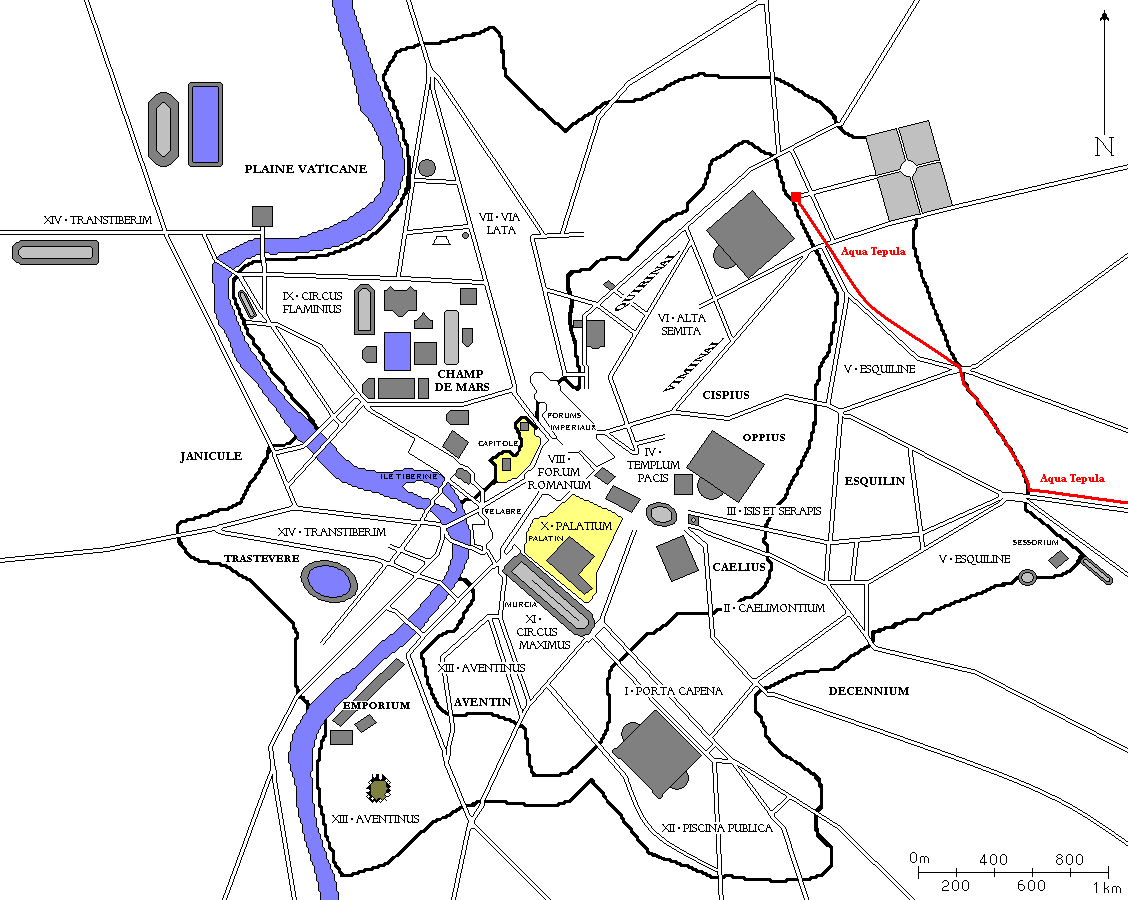
아쿠아 테풀라 (붉은 선)가 표시된 로마 지도

아쿠아 테풀라(라틴어:Aqua Tepula) 테폴라 수도는 기원전 126년 감찰관 G. 세르빌리우스 카이피오와 L. 카시우스 론기누스에 의해 지어진 고대 로마의 수도교이다. 수원지는 알바노 언덕에 있었으며 물은 로마까지 불과 18km의 거리만큼만 흘러갔다. 아쿠아 테풀라의 물은 그 이름의 뜻처럼 미지근했다. 프로티누스의 서술을 따르면 그 때문에 사람이 마시기에는 알맞지 않았다고 한다.

## 문제점
프로티누스는 아쿠아 테풀라의 물이 미지근하다고 서술했다. 기원전 33년 M. 비스쿠스 아그리파는 아쿠아 테풀라의 물을 새로 지어진 아쿠아 마르키아의 물과 섞어서 시원하게 만드는 방법을 시도했다. 그 물은 청소된 연못에서 섞인 뒤 분리되어 각각의 종착지점으로 향하는 두 개의 분리된 수로를 따라 흘러갔다. 아쿠아 마르키아 위에 걸쳐놓은 아쿠아 테풀라는 수도교들 중에서도 가장 높은 고도에 있었기 때문에 많은 부분 곳곳에 물을 전달시키는 것이 가능했다. 그러나 마르키아의 소비와 보잘것없는 수준의 물 때문에 그 계획이 성공할 수 있다는 가능성을 막아버렸다. 가장 규모가 작았던 이 수도교는 매일 17,800m³의 물을 운반했으며, 그 당시의 로마에서는 조금 부족한 양이었다.

## 같이 보기
- 로마의 수도교 목록